# Lilibeth Cuenca Rasmussen

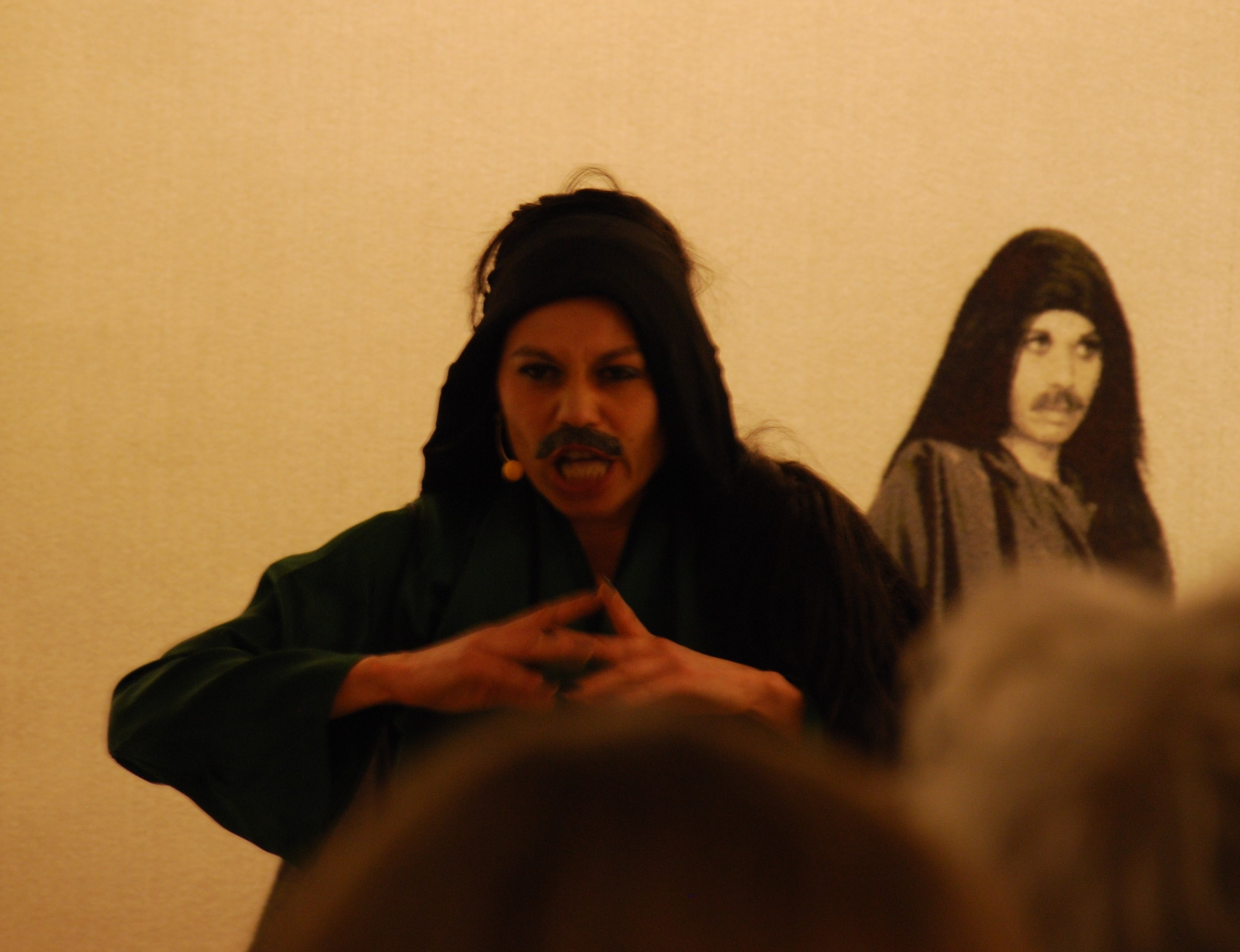
Lilibeth Cuenca Rasmussen, på Galleri Christian Larsen i Stockholm, februari 2012.

Lilibeth Cuenca Rasmussen, född 27 december 1970 i Manila i Filippinerna, är en dansk video- och performancekonstnär.
Lilibeth Cuenca Rasmussen växte upp i Manila och, från åtta års ålder, i Stevns i Danmark. Hon utbildade sig på Det Kongelige Danske Kunstakademi 1996-2002 och har varit gästföreläsare på Kunstakademit och på Det Fynske Kunstakademi i Odense i Danmark. Hon hade sin första separatutställning, Family show, år 2000 på Akershus Kunstsenter i Lilleström i Norge. Hennes första separatutställning i Sverige var 2006 på Gävle Konstcentrum, Woman in the Rhytm.
Hon undersöker i sitt konstnärskap framför allt socio-kulturella relationer, ofta med utgångspunkt i sin egen dubbla filippinska och danska kulturella bakgrund.
Hon deltog i Venedigbiennalen 2011 i Danmarks paviljong med  Afghan Hound: fyra sånger på video och performance. År 2008 fick hon Eckersbergmedaljen och 2012 Carl Nielsen och Anne Marie Carl Nielsens hederspris.
Lilibeth Cuenca Rasmussen bor i Köpenhamn.